# Lecythis persistens
Lecythis persistens là một loài thực vật có hoa trong họ Lecythidaceae. Loài này được Sagot mô tả khoa học đầu tiên năm 1885.